# Стари Град (Кршко)
Стари Град (словен. Stari Grad) је насељено место у општини Кршко, Посавска регија, Словенија.

## Историја
До територијалне реорганизације у Словенији био је у саставу старе општине Кршко.

## Становништво
У попису становништва из 2011. године, Стари Град је имао 213 становника.
| Број становника према пописима | Број становника према пописима | Број становника према пописима |
| ------------------------------ | ------------------------------ | ------------------------------ |
| 1991                           | 2002                           | 2011                           |
| 205                            | 174                            | 213                            |

Напомена: До 1990. исказивано под називом Стари Град при Видму. Године 1998. умањено за део насеља који је припојен насељу Долења вас при Кршкем.